# Москвич, Юрий Николаевич
Ю́рий Никола́евич Москви́ч (род. 31 июля 1946 года, с. Георгиевка, Канский район, Красноярский край, СССР) — советский физик, специалист в области радиофизики; советский и российский политолог, политик, государственный и общественный деятель.
Кандидат физико-математических наук (1980), доцент. C 2002 года — профессор Красноярского государственного педагогического университета имени В. П. Астафьева, с 2013 года — заместитель первого проректора — проректора по науке КГПУ имени В. П. Астафьева.
Народный депутат РСФСР, полномочный представитель Президента РСФСР в Красноярском крае (с 22 августа 1991), полномочный представитель Президента Российской Федерации в Красноярском крае, Таймырском и Эвенкийском автономных округах (с августа 1996 по август 1998); заместитель министра региональной политики Правительства Российской Федерации и заместитель министра по делам федерации и национальностей (1999—2000)

## Биография
Родился 30 июля 1946 года в с. Георгиевка Канского района Красноярского края
В 1969 году с отличием окончил физический факультет Красноярского государственного университета с дипломом № 1.
В 1969—1970 годах проходил службу в Ракетных войсках стратегического назначения в Свободном, Амурской области.
В 1969—1991 годах работал в Институте физики СО АН СССР: стажёр-исследователь, инженер, младший научный сотрудник, старший научный сотрудник (с 1980 по 1989), ведущий научный сотрудник. В 1980-е годы сотрудничал с университетами ГДР и Польши.
В 1980 году защитил диссертацию на соискание учёной степени кандидата физико-математических наук по теме «Исследование внутренних движений методом ядерно-магнитного резонанса».
В 1990—1993 годы — народный депутат РСФСР, член Комитета по науке и народному образованию Верховного Совета РСФСР. Участвовал в деятельности депутатских групп и фракций «Демократическая Россия», «Беспартийные депутаты», «Согласие ради прогресса», «Коалиция реформ». Стал одним из тех народных депутатов Российской Федерации, которые разрабатывали действующий закон о выборах в 1993 году. По личному признанию Ю. Н. Москвича, именно он был одним из инициаторов введения в избирательные бюллетени графы «против всех».
В июне—июле 1993 года — член Конституционной комиссии Съезда народных депутатов РСФСР и член Конституционного совещания Российской Федерации.
С августа 1991 по август 1998 года — полномочный представитель Президента России в Красноярском крае, Таймырском и Эвенкийском автономных округах.
В апреле 1993 года баллотировался на пост главы Администрации Красноярского края.
В 1994 году передал на хранение в Государственный архив Красноярского края свой личный архив, с документами о работе Конституционной комиссии и Конституционного совещания перед принятием Конституции РФ в декабре 1993 года.
В 1996 году во время президентской избирательной кампании являлся одним из сопредседателей Красноярского регионального отделения Общественного движения в поддержку Б. Ельцина
В 1999—2000 годах — заместитель министра региональной политики Правительства Российской Федерации, а также заместитель министра по делам федерации и национальностей
В 2000—2002 годах — руководитель аналитической службы Российского объединения избирателей. Находясь на этом посту, участвовал в президентской кампании В. В. Путина на выборах 2000 г., был руководителем аналитической группы Московского штаба Российского объединения избирателей.
В 2002—2008 годах — профессор кафедры политологии и права Красноярского государственного педагогического университета имени В. П. Астафьева. С 2008 года — профессор кафедры педагогики высшей школы, акмеологии и андрагогики, с 2012 года — кафедры теории и методики профессионального образования.
2004 — август 2012 года — директор Центра стратегического прогнозирования и программ развития КГПУ имени В. П. Астафьева, с 22 августа 2012 года — проректор по стратегии развития и международному сотрудничеству.
С августа 2013 года — заместитель первого проректора Красноярского государственного педагогического университета имени В. П. Астафьева.
С июля 2016 года — член Совета по культуре и просвещению при Губернаторе Красноярского края.
Женат, имеет двоих детей.

## Научная деятельность
Опубликовал более 250 научных работ по различным направлениям физики и общественных наук.
Сфера научных интересов и достижений — социология, инновационный и стратегический менеджмент, социальная философия. По данным РИНЦ на апрель 2014 года, входит в Топ 100 самых цитируемых российских учёных по специальности "Философия" .
Член Клуба технологического и инновационного развития России, член Сибирского экспертного клуба, руководитель направления «Общество. Человек. Культура» Сибирского научно-образовательного консорциума.

## Научные труды

### Монографии
по физике
- Поляков А. М., Пономаренко А. В., Зобов В. Е. Исследование медленных движений в твердых телах многоимпульсным квазиспин-локингом [Препринт]. № 332Ф / Ю. Н. Москвич [и др.] ; Акад. наук СССР, Сиб. отд-ние, Ин-т физики им. Л. В. Киренского. — Красноярск: ИФ СО АН СССР, 1985. — 48 с. — 200 экз.
- Поляков А. М., Пономаренко А. В., Зобов В. Е. Исследование ионных движений в гидроселенате цезия методом ЯМР [Препринт]. № 445Ф / Ю. Н. Москвич, А. М. Поляков, А. А. Суховский ; Акад. наук СССР, Сиб. отд-ние, Ин-т физики им. Л. В. Киренского. — Красноярск: ИФ СО АН СССР, 1987. — 22 с. — 200 экз.
- Москвич, Ю. Н., Черкасов Б. И., Суховский А. А., Давидович Р. Л. Исследование ионных движений, проводимости и суперионных фазовых переходов в гексафтороцирконатах, гафнатах и титанатах щелочных металлов [Препринт]. № 485Ф / Ю. Н. Москвич [и др.] ; Акад. наук СССР, Сиб. отд-ние, Ин-т физики им. Л. В. Киренского. — Красноярск: ИФ СО АН СССР, 1988. — 46 с. — 250 экз.
- Москвич, Ю. Н., Поляков А. М., Черкасов Б. И., Суховский А. А., Давидович Р. Л. Исследование магнитного экранирования ядер ((p))19((/p))F и внутренних движений в новом семействе ионных проводников M ((d))2((/d))SBF((d))5((/d)) методом ЯМР [Препринт]. № 504Ф / Ю. Н. Москвич [и др.] ; Акад. наук СССР, Сиб. отд-ние, Ин-т физики им. Л. В. Киренского. — Красноярск: ИФ СО АН СССР, 1988. — 48 с.
- Поляков А. М., Прозоров С. П., Москвич Ю. Н. Многоимпульсный спектрометр ЯМР [Препринт]. № 482Ф / А. М. Поляков, С. П. Прозоров, Ю. Н. Москвич ; Акад. наук СССР, Сиб. отд-ние, Ин-т физики им. Л.В. Киренского. — Красноярск: ИФ СО АН СССР, 1988. — 43 с. — 300 экз.

по общественным наукам
- Становление профильного обучения в Саянском районе Красноярского края : результаты анкетирования учащихся 8-х классов школ района и их родителей, сопоставленный анализ и рекомендации / Ю. Н. Москвич [и др.] ; Федеральное агентство по образованию, ГОУ ВПО "Красноярский гос. пед. ун-т им. В. П. Астафьева", Ин-т доп. образования и повышения квалификации. — Красноярск: Красноярский гос. пед. ун-т им. В. П. Астафьева, 2008. — 41 с. — ("Образование XXI века"; Вып. 1).
- Москвич Ю. Н., Коломейцева И. В. Становление профильного обучения. Школа № 27 г. Красноярска накануне перехода на профильное обучение : анализ результатов опроса учителей, учащихся 8 и 9 классов и их родителей / Ю. Н. Москвич, И. В. Коломейцева ; Федеральное агентство по образованию, Красноярский гос. пед. ун-т им. В. П. Астафьева, Ин-т дополнительного образования и повышения квалификации. — Красноярск: Красноярский гос. пед. ун-т им. В. П. Астафьева, 2008. — 83 с. — ("Образование XXI века"; вып. 2).
- Коломейцева И. В., Титенкова Е. И., Москвич Ю. Н. Психологические проблемы профессионального самоопределения учащихся профильных школ г. Канска : анализ результатов опроса учащихся 9 и 11 классов профильных и непрофильных школ / И. В. Коломейцева, Е. И. Титенкова, Ю. Н. Москвич ; Федеральное агентство по образованию, Красноярский гос. пед. ун-т им. В. П. Астафьева, Ин-т доп. образования и повышения квалификации. — Красноярск: Красноярский гос. пед. ун-т им. В. П. Астафьева, 2009. — 69 с. — ("Образование XXI века"; вып. 3).
- Москвич Ю. Н., Понарин А. В., Харламов А. П. Гендерные особенности гражданской активности // Правовая ментальность эффективного государства: кол. монография / отв. ред. В. Ю. Колмаков; ред.кол; Вып. 10. — Красноярск: Литера-принт, 2010. — С. 169—179. — 200 с. — (Библиотека актуальной философии).
- Москвич Ю. Н. Сибирь эпохи глобальных метелей: как разглядеть будущее // Новое будущее Сибири: ожидания, вызовы решения: монография / под общ. Ред. О. А. Карловой, Н. П. Копцевой, Ю. Н. Москвича. — 2-е изд., переработ. — Красноярск: Сиб. федер. ун-т, 2014. — С. 11—15.
- Москвич Ю. Н. Экспертное интервью «Сибирь как достойная Родина» // Новое будущее Сибири: ожидания, вызовы решения: монография / под общ. Ред. О. А. Карловой, Н. П. Копцевой, Ю. Н. Москвича. — 2-е изд., переработ. — Красноярск: Сиб. федер. ун-т, 2014. — С. 84-92.

### Статьи
по физике
- Москвич Ю. Н., Черкасов Б. И. Ядерная спин-решеточная релаксация в кубических гексафторсиликатах щелочных металлов // Ядерный магнитный резонанc в кристаллах : сб. науч. тр. / Акад. наук СССР, Сиб. отд-ние, Ин-т физики им. Л.В. Киренского ; под ред. А. Г. Лундина. — Красноярск: ИФ СО АН СССР, 1978. — 172 с. — 300 экз.
- Рябушкин Д. С., Москвич Ю. Н., Сергеев Н. А. Солид-эхо и молекулярная подвижность в твердых телах // Ядерная магнитная релаксация и динамика спиновых систем : сб. науч. тр. / Акад. наук СССР, Сиб. отд-ние, Ин-т физики им. Л. В. Киренского ; отв. ред. Э. П. Зеер. — Красноярск: ИФ СО АН СССР, 1978. — 156 с. — 300 экз.
- Москвич Ю. Н., Афанасьев М. Л. Исследование гексафтортитаната и гексафторгерманата натрия методом ЯМР // Ядерный магнитный резонанc в кристаллах : сб. науч. тр. / Акад. наук СССР, Сиб. отд-ние, Ин-т физики им. Л.В. Киренского ; под ред. А. Г. Лундина. — Красноярск: ИФ СО АН СССР, 1978. — 172 с. — 300 экз.
- Черкасов Б. И., Москвич Ю. Н., Давыдович Р. Л. Исследование анионного движения в гексафторцирконатах и гексафторгафнатах рубидия и цезия // Ядерный магнитный резонанc в кристаллах : сб. науч. тр. / Акад. наук СССР, Сиб. отд-ние, Ин-т физики им. Л.В. Киренского ; под ред. А. Г. Лундина. — Красноярск: ИФ СО АН СССР, 1978. — 172 с. — 300 экз.
- Черкасов Б. И., Москвич Ю. Н., Давыдович Р. Л. Анионное движение в гексафторцирконатах рубидия и цезия // Ядерный магнитный резонанс и внутреннее движение в кристаллах : сб. науч. тр. / Акад. наук СССР, Сиб. отд-ние, Ин-т физики им. Л.В. Киренского ; отв. ред. Э. П. Зеер. — Красноярск: ИФ СО АН СССР, 1981. — 172 с. — 300 экз.
- Лундин А. Г., Бузник В. М., Вахрамеев А. М., Зеер Э. П., Кубарев Ю. Г., Москвич Ю. Н. Исследование внутренней подвижности в твердых телах методом ЯМР // Физика твердого тела. Биофизика / ред.: Ю. В. Захаров, Т. Г. Волова ; отв. за вып. Э. М. Смокотин ; Акад. наук СССР, Сиб. отд-ние, Ин-т физики им. Л. В. Киренского. — Красноярск: Краснояр. кн. изд-во, 1982. — 168 с. — 1000 экз.
- Москвич Ю. Н., Афанасьев М. Л., Кубарев Ю. Г. Динамические особенности спин-решеточной релаксации в сегнетоэлектрических кристаллах семейства фероцианида калия // Ядерный магнитный резонанс и структура кристаллов : сб. науч. тр. / Акад. наук СССР, Сиб. отд-ние, Ин-т физики им. Л. В. Киренского ; Акад. наук СССР, Сиб. отд-ние, Ин-т физики им. Л. В. Киренского. — Красноярск: ИФ СО АН СССР, 1984. — 175 с. — 300 экз.

по общественным наукам
- Москвич Ю. Н. Креативный класс России как основа инновационной экономики: состояние и перспективы // Интеллектуальные ресурсы: оценка и вовлечение в хозяйственный оборот: материалы Всероссийской науч. конф. / Науч. ред. В. Ф. Шабанов. — Красноярск: ИПЦ КГТУ, 2006. — С. 21—24.
- Москвич Ю. Н. Ключевые проблемы формирования устойчивого целеполагания для опережающего образования инновационной России // IX Международная научная конференция «Россия: ключевые проблемы и решения», 11-12 декабря 2009 г., Москва..
- Москвич Ю. Н. Психологическая безопасность человека глобального мира. Психологическая наука и практика образования: психологическая безопасность и развивающий характер образовательной среды // Материалы III Всероссийской научно-практической конференции. Красноярск, 16-17 апреля 2009 г. / О. В. Александрова (отв. ред.); ред. кол.; Краснояр. гос. пед. ун-т им. В. П. Астафьева. — Красноярск: КГПУ имени В. П. Астафьева, 2009. — С. 5—8.
- Москвич Ю. Н., Диев В. С. Образование на пути к новым берегам: поиск ответа на глобальные вызовы // Вестник КГПУ имени В. П. Астафьева. — 2013. — № 2 (24). — С. 14-24.
- Москвич  Ю. Н. Человек новой реальности как ответ на вызовы времени (часть первая) // Профессиональное образование в современном мире. — 2011. — № 3. — С. 81—92.
- Москвич  Ю. Н. Человек новой реальности как ответ на вызовы времени (часть вторая) // Профессиональное образование в современном мире. — 2012. — № 1(4). — С. 21—36.
- Москвич Ю. Н. Непрерывное образование для инновационного развития России: проблемы, мифы и возможности // Развитие непрерывного образования. Материалы IV Международной научно-практической конференции в рамках научно-образовательного форума «Человек, семья и общество: история и перспективы развития», посвященного 80-летию КГПУ им. В. П. Астафьева. — Красноярск: КГПУ имени В. П. Астафьева, 2013. — С. 54-58.
- Москвич Ю. Н. Университеты и модернизация страны: поиск значимой позиции в формирующихся структурах стратегического партнерства // XII Международная научная конференция. Модернизация России: ключевые проблемы и решения. 15-16 декабря 2011, Москва, ИНИОН РАН.
- Москвич Ю. Н. Непрерывное образование для инновационной России // Инновации в непрерывном образовании. — 2010. — № 1. — С. 20—23.
- Козулина Ю. Г., Коломейцева И. В., Кособукова О. В., Маланчук И. Г., Москвич Ю. Н. Обеспечение наукоемкости психологических технологий развития инновационной готовности педагогов и психологов // Вестник КГПУ имени В.П. Астафьева. — 2013. — № 1 (23). — С. 145—150.
- Москвич Ю. Н. Психологическая практика и инноватика в «Новой школе» России // Психологическая наука и практика образования: введение в экзистенциальное образование: материалы IV Всероссийской научно-практической конференции. Красноярск, 15-16 апреля 2010 года / ред. кол.; отв. ред. О.В. Александрова; Краснояр. гос. пед. ун-т им. В. П. Астафьева. — Красноярск: КГПУ имени В. П. Астафьева, 2010. — С. 3-7. — 244 с.
- Москвич Ю. Н., Коломейцева И. В. Готовность педагогов и психологов профильных и непрофильных школ Красноярского края к инновационной деятельности по формированию ключевых компетентностей учащихся для инновационной экономики // Инновационный учитель – инновационная экономика: сборник статей Международной научно-практической конференции. 26–28 октября 2010 г. / под общ. ред. Е. А. Денисовой, О. В. Авдошкиной, Н. А. Калугиной. — Хабаровск: ХК ИРО, 2010. — 181–190 с.
- Москвич Ю. Н. Новая роль университетов в развитии регионов и новых отраслей // Вестник КГПУ имени В. П. Астафьева. — 2013. — № 1(23). — С. 20—23.
- Москвич Ю. Н. Сибирский педагогический консорциум: развитие среды образования и воспитания // Аккредитация в образовании. — 2010. — № 7 (43). — С. 52—53.
- Москвич Ю. Н. Смена парадигмы развития и проблемы наращивания человеческого капитала регионов // Психология обучения. — 2010. — № 10. — С. 4-16.
- Москвич Ю. Н. Научно-образовательный Форум КГПУ: новый взгляд на человека, семью и общество // Вестник КГПУ имени В. П. Астафьева. — 2013. — № 4 (26). — С. 6-13.
- Москвич Ю. Н. Человек, семья и общество в новом формате научно-образовательного форума // Вестник КГПУ имени В. П. Астафьева. — 2012. — № 4 (22). — С. 13-18.
- Москвич Ю. Н. Образование и геополитика Нового мира: новые приоритеты, тупики и ловушки развития // Журнал Сибирского федерального университета. Серия: Гуманитарные науки. — 2013. — Т. 6, № 9. — С. 1251-1255.
- Москвич Ю. Н. Глобальная турбулентность» и путь к «Человеку разумному // Интеллектуальный потенциал Сибири для развития России: Философия-Наука-Образование : сборник статей Второй Всероссийской научной конференции «Сибирский философский семинар». — Красноярск: Сибирский федеральный университет, 2012. — С. 147—149. — 180 с.
- Москвич Ю. Н. Глобальная турбулентность и геополитика. История и геополитика // Фундаментальные и прикладные проблемы: сборник статей Шестой международной научно-практической конференции «Фундаментальные и прикладные проблемы геополитики, геоэкономики, международных отношений, государственной безопасности. США, НАТО и Евросоюз – проблемы безопасности стран СНГ, Европы, Азии и Африки». 6-7 июня 2012 г., Санкт-Петербург, Россия / под ред. А.П. Кудинова. — СПб.: Изд-во Политехн. ун-та, 2012. — С. 71—75. — 204 с.
- Москвич Ю. Н. Геополитика и образование эпохи инновационных обществ: как избежать тупиков и ловушек развития? // Геополитика, государственная безопасность, международные отношения: сборник трудов Четвертой международной научно- практической конференции «Проблемы геополитики, геоэкономики и международных отношений. Продвижение НАТО и Евросоюза на Восток – проблемы безопасности России, стран СНГ, Европы и Азии», 22-23.06.10, Санкт-Петербург, Россия / под ред. А.П. Кудинова. — СПб.: Изд-во Политехн. ун-та, 2010. — С. 195-198. — 307 с.
- Москвич Ю. Н. Геополитика инновационного мира // Геополитика, геоэкономика, международные отношения. государственная безопасность : сборник трудов Международной научно- практической конференции «Проблемы геополитики, геоэкономики и международных отношений. Продвижение НАТО и Евросоюза на Восток – проблемы безопасности России, стран СНГ, Европы и Азии», 20-21.06.10, Санкт-Петербург, Россия / под ред. А.П. Кудинова. — СПб.: Изд-во Политехн. ун-та, 2008. — С. 104-107. — 171 с.
- Викторук Е. Н., Москвич Ю. Н. Моральная кодификация как ответ на политические вызовы. «Что такое хорошо и что такое плохо?» в прикладных моралях // Ведомости прикладной этики. Вып. 43 / Под ред. В. И. Бакштановского, В. В. Новоселова. — Тюмень: НИИ ПЭ, 2013. — 268 с.
- Викторук Е. Н., Москвич Ю. Н. Этика профессора – это высший уровень университетского этического кодекса. Этика профессора: «вне-алиби-бытие» // Ведомости прикладной этики. Выпуск 39. — 2011. — С. 161—168. — 280 с.
- Викторук Е. Н., Москвич Ю. Н. Культурные и ментальные запросы инновационного развития и ценности студенческой молодёжи // Человек: Образ и сущность. Гуманитарные аспекты: Ежегодник Вып.: Молодые ученые в современной России / Отв. ред. Хлебников Г.В., Шкаев Д.Г. / РАН ИНИОН. Центр гуманит. науч.-информ. исслед. Отд. философии. Гл. ред. Л.В. Скворцов. — М., 2012. — С. 122–139. — 314 с. — (Проблемы человека).
- Викторук Е. Н., Москвич Ю. Н. Культурные и ментальные запросы и ценности студенческой молодежи Красноярска // Россия и современный мир. — 2011. — № 4. — С. 202-216.
- Викторук Е. Н., Москвич Ю. Н. Культурные и ментальные ценности молодежи // Идеология: дух, смысл разум: коллективная монография / отв. ред. В. Ю. Колмаков. — Красноярск: ЛИТЕРА-Принт, 2011. — С. 273—296. — 302 с.
- Викторук Е. Н., Москвич Ю. Н. Виртуальные и реальные лики инновационных лидеров: Красноярские ожидания и пределы роста. Научное, экспертно-аналитическое и информационное обеспечение национального стратегического проектирования, инновационного и технологического развития России. Ч. 1: Сб. научных трудов / ИНИОН РАН. Редколл.: Пивоваров Ю. С. (отв. ред.) и др.. — М.: ИНИОН РАН, 2010. — С. 276–284.
- Викторук Е. Н., Москвич Ю. Н. Ценности инновационной деятельности для студентов, экспертов и предпринимателей Красноярска: желаемый идеал, надежды и реальность // Журнал Сибирского федерального университета. Серия: Гуманитарные науки. — 2011. — Т. 4, № 11. — С. 1507-1525.
- Викторук Е. Н., Москвич Ю. Н. Ценности лидерства: идеал, надежды и реальность в деловой среде Красноярска. Природные и интеллектуальные ресурсы Сибири (Сибресурс-17-2011) : доклады (материалы конференции) 17-й Международной научно-практической конференции, Томск, 28-30 сент. 2012 г. / отв. ред. Л. С. Петрова, В. Н. Масленников. — Томск: САН ВШ; В-Спектр, 2011. — С. 143-146. — 262 с.
- Викторук Е. Н., Москвич Ю. Н. Моральный ресурс инновационной экономики // Природные и интеллектуальные ресурсы Сибири: доклады 16-й Международной научно-практической конференции, Абакан, 4-6 окт. 2010 г. / отв. ред. Н. В. Замятин, В. Н. Масленников. — Томск: САН ВШ; В-Спектр, 2010. — С. 191-194.
- Москвич Ю. Н. Параллельные миры Сибири. Судьба континента Сибирь: проблемы развития // Экспертный дискурс: сб. статей / под ред. В. С. Ефимова. — Красноярск: Сибирский федеральный университет, 2012. — С. 117–123.
- Москвич Ю. Н. Параллельные миры будущего Сибири // Актуальные проблемы глобалистики и геополитики / Под общ. ред. И. А. Пфаненштиля и М. П. Яценко. — Красноярск: Изд-во Сибирского федерального университета, 2012. — 338 с.
- Moskvich Y. N. Education and Geopolitics of the New World: New Priorities, Deadlocks and Traps of Development = Образование и геополитика нового мира: новые приоритеты, тупики и ловушки развития // Journal of Siberian Federal University. Humanities & Social Sciences. — 2013. — Т. 9, № 6. — P. 1251—1255.
- Москвич Ю. Н., Феклистов А. Г. Сравнительное исследование ценностей прогрессивного развития среди студентов гуманитарных направлений университетов // Проблемы политики и общества. — 2014. — № 10. — С. 60-80. — doi:10.7256/2306-0158.2014.10.1342.
- Moskvich Y. N., Feklistov A. G. Humanist Students’ Values of Progressive Development: Comparative Study = Ценности прогрессивного развития студентов-гуманитариев: компаративное сравнение // Journal of Siberian Federal University. Humanities & Social Sciences. — 2014. — Т. 12, № 7. — P. 2042—2048.
- Москвич Ю. Н. Многоликая гибкая сила меняющегося мира: предназначение и эволюция // Журнал "Социодинамика". — 2015. — № 4. — ISSN 2409-7144. — doi:10.7256/2409-7144.2015.4.15047.
- Moskvich Y. N. Diverse “Soft Power” of the Changing World: Mission and Evolution = Многоликая «гибкая сила» меняющегося мира: предназначение и эволюция // Journal of Siberian Federal University. Humanities & Social Sciences. — 2015. — Т. 8, № 8. — P. 1667—1674. — doi:10.17516/1997-1370-2015-8-8-1667-1674.

### Научная редакция
- Многообразие концепций развития глобального мира : [монография] / [Арлычев А. Н. и др. ; редсовет.: Ю. Н. Москвич и др.]. — Красноярск : ЛИТЕРА-принт, 2009. — 210, [1] с. : фот. — (Библиотека актуальной философии; вып. 7). ISBN 978-5-85981-268-4

## Публицистика
- Москвич Ю. Н. В ожидании времени П // Независимая газета. — 06.09.2011.

## Награды
- Серебряная Медаль ВДНХ СССР (1986)[10]
- Медаль «Защитнику свободной России», (1993)[10]
- Благодарность Президента Российской Федерации (12 августа 1996 года) — за активное участие в организации и проведении выборной кампании Президента Российской Федерации в 1996 году[11]
- Медаль «В память 850-летия Москвы»(1998)[10]